# Phaedropsis bipunctalis
Phaedropsis bipunctalis är en fjärilsart som beskrevs av Hans Georg Amsel 1956. Phaedropsis bipunctalis ingår i släktet Phaedropsis och familjen Crambidae. Inga underarter finns listade i Catalogue of Life.